# محمودعلی استرآبادی
محمودعلی استرآبادی پزشک ایرانی قرن پانزده میلادی متولد استرآباد.
در سال ۱۴۲۷ میلادی وی تفسیر مشهور خودش در بارهٔ خلاصهٔ جغمینی از قانون طب ابن سینا را نگاشت و آن را به شاهزاده مرتضی تقدیم نمود.